# Glenn Curtiss

Glenn Curtiss um 1909

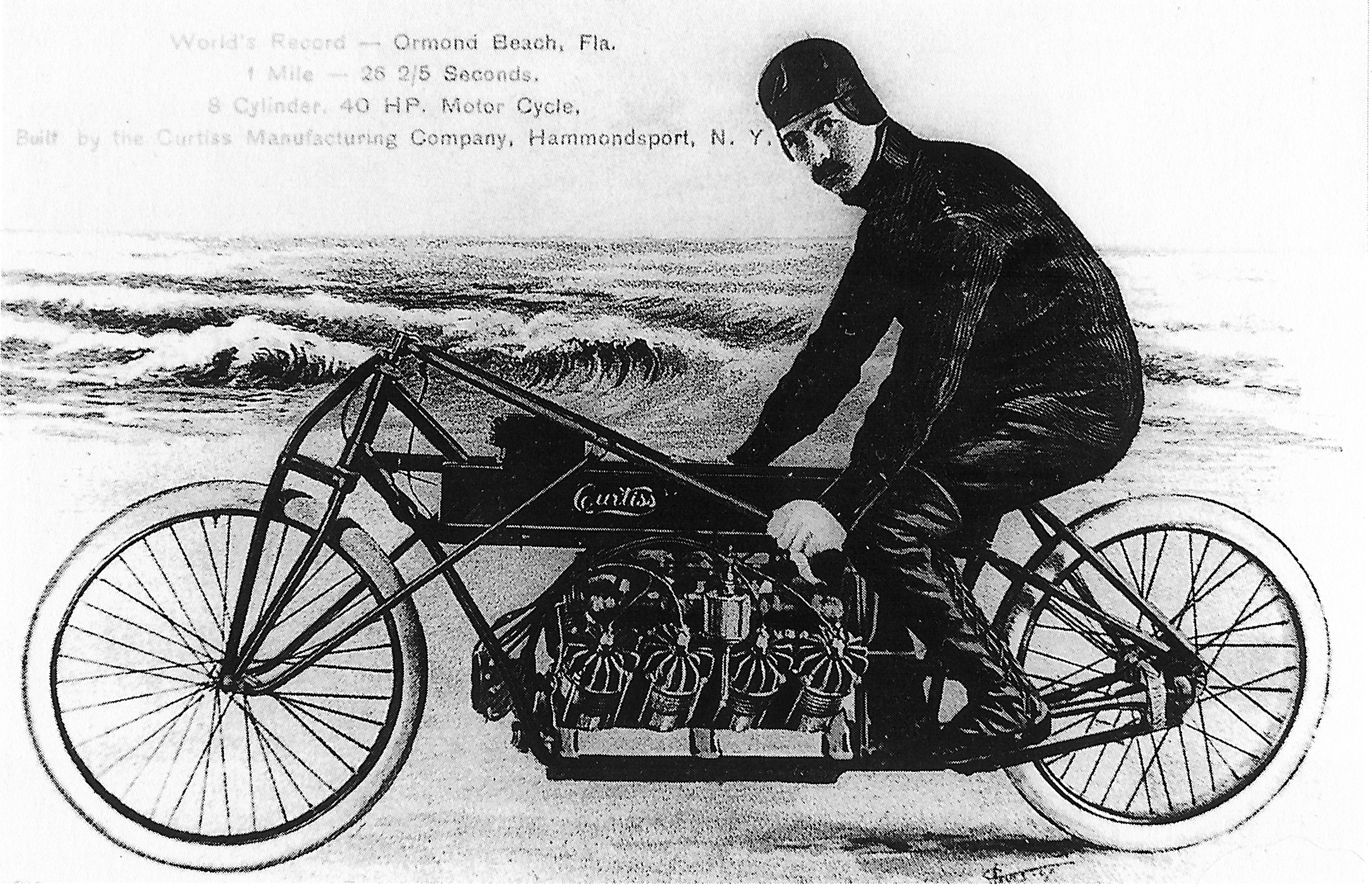
Am 24. Januar 1907 wurde Curtiss auf seiner V8 zum schnellsten Mann der Welt.

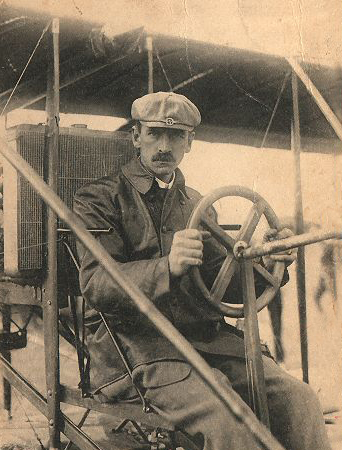
Glenn Curtiss im August 1909 in Frankreich

Glenn Hammond Curtiss (* 21. Mai 1878 in Hammondsport, New York; † 23. Juli 1930 in Buffalo) war ein amerikanischer Rennfahrer, Luftfahrtpionier, Pilot und Unternehmer.

## Biografie

### Der junge Glenn Curtiss
Glenn Hammond Curtiss wurde als Sohn von Frank Richmond Curtiss und Lua Curtiss in einem Weingut mit dem Namen Castle Hill geboren. Obwohl sein Vater bereits 1882 starb, genoss er eine behütete Kindheit. Seine Arbeitskraft wurde schon früh von seiner Familie beansprucht, die ihn in den Weinbergen bei der Ernte helfen ließ. In der Schule begeisterte ihn die Mathematik, in der er Bestnoten nach Hause brachte. Man sagte ihm allerdings nach, dass er eine halbe Stunde zum Nachdenken über etwas brauchte, was man normalerweise in fünfzehn Minuten erledigen könnte. 1890 zog die Familie nach Rochester, da es dort für Glenns taube Schwester eine Schule gab. Nach Abschluss der Schule arbeitete Curtiss ab 1892 zuerst als Fahrrad-Telegrammbote, dann in der Kamerafertigung bei Eastman. Damit war sein Weg vorgezeichnet. Er war nicht nur ein guter Mechaniker, sondern auch ein guter Radfahrer, und so kaufte sich Curtiss 1895 sein erstes eigenes Fahrrad. Damit nahm er an Radrennen teil und konnte bereits 1896 seine erste Meisterschaft in New York für sich entscheiden. Am 7. März 1898 heiratete er Lena Pearl Neff. Mit ihr hatte Curtiss vier Kinder.

### Fahrrad- und Motorradzeit
Durch die bei den Radrennen gewonnenen Erfahrungen gelang es ihm, nach zwischenzeitlicher Gründung seiner Fahrradreparaturwerkstatt im Jahre 1900 eine eigene Fahrradproduktion mit dem Markennamen „Hercules“ aufzubauen. Da Fahrräder bald mit Motoren ausgerüstet wurden, schwenkte Curtiss 1901 auf diesen Kundenwunsch hin und wurde zum Motorradproduzenten. Er konstruierte zunächst leichte Einzylinder-Motoren, mit denen er seine Motorräder ausrüstete. 1903 brachte Curtiss mit der „Hercules–Twin“ als erster amerikanischer Hersteller den V2-Motor auf den Markt; Ende 1903 firmierte Curtiss mit seinem Namen, die Marke „Hercules“ verschwand. 1903 gewann Curtiss das erste amerikanische Bergrennen auf einer seiner Maschinen, im Januar 1904 stellte er mit seinem 695-cm³-„V-Twin“ mit 67,3 mph (108,3 km/h) einen 10-Meilen-Rekord auf. Zeitgleich mit Indian entwickelte Curtiss 1904 den Gasdrehgriff. Schließlich erreichte er am 24. Januar 1907 mit der etwa 40 PS starken Curtiss V8 den inoffiziellen Geschwindigkeitsweltrekord für Motorräder mit 219,4 km/h. Curtiss war damit bis zum Jahre 1911 der schnellste Mann der Welt. Der Rekord für Motorräder wurde erst am 31. August 1930 von Joseph S. Wright auf OEC Temple-J.A.P. gebrochen. Im Jahre 1910 wurde die Motorradabteilung ausgelagert, der nun Marvel genannte Hersteller hielt bis 1913 die Produktion mit Curtiss-Motoren aufrecht.

### Die Luftfahrt
Doch bereits der erste Motor von Curtiss erregte genug Aufmerksamkeit. So bestellte 1904 Thomas Scott Baldwin einen solchen Motor für das erste amerikanische Luftschiff als Antriebsquelle. Bald wuchs aus der Einzelunternehmung von Curtiss ein richtiges Werk und er schloss sich mit vier weiteren Teilhabern am 19. Oktober 1905 zur Glenn Hammond Curtiss Manufacturing Company zusammen. Im Mai des Jahres 1906 schlug Curtiss den Brüdern Wright den Einsatz eines seiner Motoren in einem Wright-Flugzeug vor. Man traf sich auch im August, jedoch lehnten die Wrights letztlich ab.
Bereits zu diesem Zeitpunkt war der Gedanke des Fliegens in Curtiss verankert. Seinen ersten Flug unternahm er am 28. Juni 1907 in einem Baldwin-Luftschiff. Um dem Ziel näher zu kommen, schloss sich Curtiss mit Alexander Graham Bell und anderen Gründungsmitgliedern zusammen und gründete die Aerial Experiment Association in Halifax, Kanada. Curtiss wurde in dieser Unternehmung Versuchsleiter. Mit der neuen Gesellschaft im Rücken gab es im Dezember einen erneuten Versuch seitens Curtiss, seine Motoren an die Wright-Brüder zu liefern, jedoch lehnten diese auch dieses Mal ab. Am 21. Mai 1908 machte Curtiss seinen ersten Flug in einem Flugzeug. Bereits am 21. Juni desselben Jahres startete Curtiss mit einer eigenen Konstruktion, der June Bug, und erreichte gleich einen neuen amerikanischen Streckenrekord (386 m). Am 4. Juli gelang es mit der gleichen Maschine, den ersten von drei Luftfahrtpreisen von Scientific American zu erlangen, indem Curtiss über einen Kilometer weit flog. Im November 1908 versuchte man mit einer auf Schwimmern gesetzten June Bug vom Wasser zu starten, was jedoch nicht gelang. Dieser Misserfolg spornte Curtiss an und er begann umfangreiche Versuche zum hydrodynamischen Widerstand von Bootskörpern.
Im Jahre 1909 gründete Curtiss mit Augustus Herring ein weiteres Luftfahrtunternehmen, die Herring-Curtiss Company. In diesem Unternehmen entstand bald der Curtiss Gold Bug und, als verkleinerte und auf Höchstgeschwindigkeit ausgelegte Variante, der Curtiss Golden Flyer. Das Gold in der Typenbezeichnung wurde wegen der gelblich leuchtenden Stoffbespannung gewählt. Unmittelbar nach der Fertigstellung im August 1909 wurde die Maschine nach Europa verschifft, um in Reims, Frankreich an dem mit insgesamt 25.000 Francs dotierten Grande Semaine d’Aviation de la Champagne Luftrennen teilzunehmen. Der Motor der Maschine leitete sich aus dem Motorrad-V-8-Motor ab, war jedoch wassergekühlt. Am 28. August 1909 erlangte er einen neuen offiziellen, FAI-anerkannten Geschwindigkeitsweltrekord für Flugzeuge mit 76,749 km/h, den er beim erstmals ausgetragenen Gordon Bennett Cup erreichte. Außerdem konnte er sich auch den Sieg über die 30-km-Distanz sichern.
Im Anschluss an diese Veranstaltung reichten die Gebrüder Wright in den USA eine Klage ein. Grund war die Verletzung ihrer Rechte an der von Curtiss verwendeten Querruderanlage. Dieser Streit dauerte bis 1917 an, als die US-Regierung aufgrund des Weltkrieges den Streit entschärfte.
Im Mai des Jahres 1910 war ein neues Wasserflugzeug der Curtiss Aeroplane and Motor Company Incorporated fertig, aber auch das konnte sich nicht vom Wasser lösen. Am 29. Mai flog Curtiss von Albany entlang des Hudson River nach New York City und gewann so den mit 10.000 $ dotierten Pulitzer-Preis für einen Flug über 100 Meilen Entfernung über Wasser. Das eingesetzte Flugzeug war kein Wasserflugzeug, besaß jedoch Auftriebskörper für eine eventuelle Notwasserung. Curtiss erhielt die erste Pilotenlizenz, die in den USA ausgestellt wurde. Am 14. November gelang der Start eines Curtiss-Flugzeuges von einem Schiff, dem am 18. Januar 1911 eine Landung auf einem Schiff folgte. Inzwischen war es Curtiss gelungen, durch die Entwicklung einer neuen Schwimmerform den Start eines Flugzeuges vom Wasser zu erreichen. Dies gelang am 26. Januar. Bereits einen Monat später startete ein Amphibienflugzeug. Dies sicherte die Aufmerksamkeit der US-Marine für die Modelle von Curtiss (z. B. Curtiss JN-4), die ihm eine Fertigungsgenehmigung für Flugzeuge ausstellte. Im Mai mietete Curtiss ein Areal, um dort Armeemitglieder zu Piloten auszubilden. Am 8. Mai 1911 bestellte die Marine dann zwei Flugzeuge bei Curtiss. Am 30. Juni demonstrierte Curtiss die militärische Verwendbarkeit des Flugzeuges, als es ihm gelang, mitgeführte Bombenattrappen auf ein Kriegsschiff abzuwerfen. Dabei trafen 15 von 17 Attrappen.
1916 entwickelte er das erste Flugboot mit dem neu entwickelten Stufenrumpf. Seine Firma ging an die Börse, und er wurde ihr erster Präsident.
Auf der Panamerikanischen Luftfahrtausstellung in New York im Februar 1917 zeigte Curtiss sein Curtiss Autoplane.
Im Jahr 1920 verließ Curtiss seine Firma und zog mit seiner Familie nach Florida. Er verstarb 1930 nach einer Blinddarmoperation, laut anderen Quellen an einem Herzinfarkt. Ihm zu Ehren ist die Curtiss Bay benannt, eine Bucht in der Antarktis. Curtiss liegt auf dem Pleasant Valley Cemetery in Hammondsport, Steuben County begraben.

## Ehrungen
- Aufnahme in die Motorcycle Hall of Fame[6]

## Werke
- The Curtiss aviation book. Stokes, New York 1912.
- The Curtiss aircraft movie. Stokes, New York 1923.